# Антонін Має
Антонін Має (фр. Antonine Maillet; 10 травня 1929, Бактуш, Нью-Брансвік, Канада — 17 лютого 2025, Монреаль, Квебек) — канадська акадійська письменниця — драматургиня, романістка та перекладачка. У творчості Має, авторки 17 п'єс і 20 романів, особливе місце займають події Великої депортації акадійців 1755 року та її наслідки для цієї етнічної групи. Лавреатка Премії генерал-губернатора (1972, за роман «Дон-Лось») та Гонкурівської премії (1979, за роман «Пелажі-Візок»), член Королівського товариства Канади та Таємної ради королеви для Канади, компаньйон ордена Канади та кавалер низки орденів Франції та канадських провінцій.

## Біографія
Народилася 1929 року в Бактуші (Нью-Брансвік). 1950 року здобула ступінь бакалавра мистецтв в Акадійському коледжі Нотр-Дам та ступінь магістра в Монктонському університеті (дипломна робота на тему «Жінка та дитина у творчості Габріель Руа»). 1958 року почала активно публікуватися: цього року вийшли її друга п'єса, «Пуар-Акр», і її перший роман «Пуант-о-Кок». Уже в перших творах Має активно використовувала діалект і культурні традиції акадійського народу, і вже ранні її твори вшановані літературними преміями (1958 рік — приз Фестивалю драми Домініону за «Пуар-Акр», 1960 рік — премія Ради Канади в галузі драми за твір «Дитячі ігри закінчилися», який вийшов під псевдонімом «Жан Гаврош»).
Продовжуючи академічну освіту в Університеті Лаваля, у 1963 і 1969 роках провадила дослідження у Франції, де працювала над дисертацією про Рабле. 1970 року захистила докторську дисертацію на тему «Рабле та народні традиції в Акадії», в якій каталогізувала понад 500 архаїчних фраз і фігур мовлення з французької мови XVI століття, що використовуються в акадійському діалекті французької й донині. З 1954 по 1975 рік викладала у вишах Монктона, Квебеку та Монреалю.
1971 року до Має прийшла національна та міжнародна літературна слава після виходу монодрами «Бруднуля» (фр. La Sagouine). Драматичні монологи «Бруднулі», написані від імені літньої акадійської пралі, розкупили з моменту першої публікації в кількості 100 тисяч екземплярів. 1979 року літературний авторитет Має зміцнився з виданням роману «Пелажі-Візок» (фр. Pélagie-la-Charrette), який розповідає про повернення акадійців на батьківщину після Великої депортації 1755 року. Цей твір закріпив за Має статус лідера акадійської літератури і приніс їй популярність у Франції, де продали мільйон копій роману. «Пелажі-Візок» відзначений Гонкурівською премією — Має стала першим лавреатом цієї французької премії з Північної Америки.
Загалом Має — авторка 17 п'єс і 20 романів. Крім «Бруднулі» та «Пелажі-Візки», серед них виділяються романи «Дон-Лось» (фр. Don l’Orignal, Премія генерал-губернатора, 1972) та «Марія-Ажела» (фр. Mariaagélas, Франко-канадська премія, 1975). Тема Великої депортації акадійців і впливу цієї події на акадійське суспільство та культуру займає центральне місце її творчості. Крім того, вона виявила себе як дитячий письменник («Крістоф Картьє з Нуазетта на прізвисько Плюшевий ведмедик», 1981) і як перекладачка; серед перекладених нею французькою мовою творів — «Фантастікс» Тома Джонса та Гарві Шмідта, «Ширлі Валентайн» Віллі Расселла, «Річард III» і «Гамлет» Шекспіра, «Варфоломіївський ярмарок» Бена Джонсона, «Пігмаліон» Бернарда Шоу. У 1989—2001 роках обіймала посаду канцлера Монктонського університету, а 1999 року була ведучою VIII саміту Франкофонії, що проходив у Монктоні.
Померла 17 лютого 2025 року у 95 років у себе вдома в Монреалі.

## Нагороди та звання
За свою творчість та громадський внесок Антонін Має ушанована низкою державних нагород:
- офіцер ордена Канади з 1976 року; компаньйон (найвищий ступінь ордена) з 1981 року;
- офіцер ордена Академічних пальм (Франція) з 1980 року;
- офіцер ордена Мистецтв та літератури (Франція) з 1985 року;
- офіцер Національного ордена Квебеку з 1990 року;
- офіцер ордена Почесного легіону з 2004 року, командор з 2021 року[13];
- медаль Золотого ювілею королеви Єлизавети II (2002)[14];
- кавалер ордена Нью-Брансвіка з 2005 року;
- медаль Діамантового ювілею королеви Єлизавети II (2012)[15];
- великий офіцер ордена «За заслуги» (Франція)[13].

Серед інших нагород Має — премія Ради Канади (1960), Премія генерал-губернатора (1972), Франко-канадська премія (1975), Гонкурівська премія (1979), медаль Лорна Пірса від Королівського товариства Канади (1980), орден Плеяди від організації Франкофонія (1981) й орден Франкофонов Америки (1984). 1991 року включена до списків Академії великих монреальців, а 2016 року стала командором ордена Монреаля.
Має надано почесні наукові звання більш ніж 30 канадських та іноземних вишів. На її честь названо початкову школу в Ошаві (Онтаріо) і вулицю в монреальському районі Утремон, на якій вона проживала. Письменниця є членом Королівського товариства Канади та Таємної ради королеви для Канади. У рідному місті Має Бактуші створено тематичний парк «Земля Бруднулі» (фр. Le Pays de La Sagouine), названий на честь героїні її п'єси.